# Nyctiophylax elongatus
Nyctiophylax elongatus är en nattsländeart som beskrevs av Oliver S. Flint Jr. 1974. Nyctiophylax elongatus ingår i släktet Nyctiophylax och familjen fångstnätnattsländor. Inga underarter finns listade i Catalogue of Life.